# Ivanovci
Ivanovci (madžarsko Alsószentbenedek) so naselje v Občini Moravske Toplice.